# Junkers Ju 288
Junkers Ju 288 — німецький бойовий літак (нім. Kampfflugzeug) — бомбардувальник середньої дальності з суцільнометалевим корпусом періоду Другої світової війни.

## Історія
Програма «Бомбардувальник В» передбачала розробку двомоторного бомбардувальника на заміну Ju 88, Do 17, He 111, здатного перевезти 4000 кг бомб зі швидкістю 600 км/год на 1500—2000 км. Було вироблено 23 Ju 288, а декотрі невикористані комплектуючі використали при виробництві Junkers Ju 388.

### Модифікації
- Ju 288 A

Була заново скомпонована носова герметична кабіна для 3-особового екіпажу (Бойова голова) (нім. Kampfkopf), решта комплектуючих використовувалась з Ju 88. Випробовування 7 прототипів провели з застарілими моторами BMW 801 замість передбачених Junkers Jumo 222.
- Ju 288 B

Через зміну концепції застосування екіпаж збільшили до 4 осіб, через що довелось заново спроєктувати значну частину його збільшених конструкцій. Бортове озброєння отримало дистанційне управління. Серійне виробництво мотора Jumo 222 не розпочали через нестачу металу, через що виготовили лише 7 прототипів.
- Ju 288 °C

Для літака підійшов мотор DB-610, який з 1943 випускався серійно і встановлювався на Heinkel He 177. Серійне виробництво Ju 288 планували розпочати у компанії празькій Letov. Через початок програми виробництва винищувачів виробництво зупинили, виготовивши один Ju 288 C-1.
- Ju 288 D

Аналогічний Ju 288 °C. Було збудовано повномасштабний макет зі зміненим заднім озброєнням.
- Ju 288 G

Проєкт літака з 355-мм протикорабельною гарматою.